# Magnus Lind (författare)
Magnus Gustav Edvard Lind, född 18 mars 1944 i Avesta församling i Kopparbergs län, är en svensk journalist, författare och musiker.

## Biografi
Magnus Lind är son till rektor Josef Lind och folkskolläraren Margit, ogift Peterson. Efter studier vid Uppsala universitet blev han filosofie kandidat 1971. Han var journalist vid Sala Allehanda 1965–1967 och kom till Svenska Dagbladet 1971 där han var inrikeschef mellan 1977 och 1979. Han var sedan chefredaktör vid veckotidningen Reportage 1979–1980 och chefredaktör vid Nyhetsmagasinet 7 dagar 1981–1983. Han återvände året därpå till Svenska Dagbladet där han var administrativ chef vid näringslivsredaktionen 1984 och chef för Weekendredredaktionen 1984–1986.
Han har författat schlager, radiodramatik och underhållning. Han var huvudförfattare till TV-serien Varuhuset, Destination Nordsjön, TV-dramat På öppen gata (1991). Han har gett ut böckerna Turista med barn, Dalarna (1985), Clark Kent (1985) och Det våras för Clark Kent (1987). Som en förlängning bildade han också musikgruppen Clark Kent.
Första gången var han gift 1969–1996 med invandrarläraren Christina Bergström (född 1947), dotter till köpmannen Nils Bergström och fotografen Märta, ogift Ågren. De fick tre barn. Andra gången gifte han sig 1999 med socionom Britt-Marie Martinsson (född 1945).